# Parodontite apicale
Con il termine di parodontite apicale, periodontite apicale, parodontite periapicale, lesione periapicale o lesione di origine endodontica si definisce quel complesso di patologie infiammatorie dei tessuti periapicali del dente (osso alveolare e legamento parodontale), a carattere acuto o cronico, che si originano come conseguenza di patologie acute o croniche dei tessuti interni del dente (endodonto), o più raramente in conseguenza dell'azione di sostanze irritanti o tossiche usate nei relativi trattamenti per la patologia pulpare. Il termine periapicale/apicale fa riferimento al normale sbocco all'apice del sistema canalare delle radici dentarie, con conseguente localizzazione tipica delle lesioni in quella sede. In alcuni casi, però, la presenza di canali laterali o a livello di forcazioni può comportare una sede della patologia in posizione laterale lungo la radice o nelle forcazioni.
Le forme acute presentano sintomi di dolore alla masticazione e alla percussione del dente coinvolto, e se non trattate evolvono comunemente nel quadro dell'ascesso alveolare acuto. Le forme croniche, più comunemente conosciute come granuloma e cisti radicolare sono tipicamente asintomatiche, a meno di riacutizzazione (ascesso fenice).
Il trattamento è comune per tutte le forme e prevede l'eliminazione della causa dell'infiammazione tramite un'adeguata terapia endodontica del dente che sostiene il processo patologico, talvolta con il supporto di una terapia farmacologica di tipo antinfiammatorio od antibiotico.

## Classificazione
Si distinguono le seguenti forme:
- parodontite apicale acuta
- parodontite apicale cronica, a sua volta differenziabile nelle seguenti forme:
  - parodontite apicale cronica essudativa (ascesso ricorrente)
  - parodontite apicale cronica granulativa, meglio conosciuta come granuloma apicale
  - cisti radicolare

## Eziologia
La causa di gran lunga più frequente sono i batteri e le relative tossine e prodotti del metabolismo batterico che giungono ai tessuti periapicali (legamento parodontale ed osso alveolare) attraverso i canali interni del dente, precedentemente interessati da patologia infettiva (pulpite), a sua volta causata quasi sempre da una carie profonda del dente, più raramente da fratture traumatiche o lesioni non cariose profonde. L'infezione è quindi di tipo polimicrobico, con predominanza di anaerobi facoltativi/obbligati. 
Le specie più frequentemente coinvolte sono del genere Bacteroides, Streptococcus, Fusobacterium, Peptostreptococcus, Actinomyces, Spirochaetes, ed altre, presenti normalmente nella placca batterica. Enterococcus faecalis in particolare viene maggiormente collegato ai casi di infezioni di più difficile remissione. Talvolta la patologia si sviluppa a partire da un dente già precedentemente trattato per una patologia pulpare (devitalizzazione), anche a distanza di anni. In questi casi la fonte è parimenti batterica, dovuta alla permanenza di zone canalari non trattate, per difetto di strumentazione o difficoltà legate alla geometria canalare.
Meno frequentemente la fonte dell'infiammazione può essere non batterica; questo può succedere in caso di necrosi asettica del tessuto pulpare, dovuta alla progressiva occlusione degli spazi interni del dente (necrosi anossica) per eccessiva produzione di dentina terziaria, in seguito a stimoli patologici (carie o lesioni non cariose profonde) o iatrogeni (preparazione per corone e ponti). La necrosi comporta la produzione di sostanze chimiche irritanti legate alla degradazione dei tessuti, di solito con un quadro di infiammazione di tipo cronico, spesso asintomatico.
Una forma ancora diversa è quella legata alle sostanze chimiche usate durante le procedure di disinfezione o di successiva otturazione canalare (endodonzia). Questo problema in passato era reso molto più serio dall'uso di paste devitalizzanti contenenti arsenico o paraformaldeide, in grado di creare lesioni importanti, fino all'osteonecrosi, qualora spinte inavvertitamente oltre l'apice del dente. Oggi l'uso dei queste sostanze dovrebbe essere stato quasi del tutto abbandonato, visti i pericoli associati, per cui la moderata fuoriuscita oltre apice delle sostanze usate nei moderni trattamenti canalari raramente crea problemi maggiori di una modesta infiammazione acuta.

## Patogenesi
L'arrivo di sostanze irritanti nei tessuti periapicali attiva la classica reazione infiammatoria, con liberazione dei relativi mediatori e la successiva reazione vasale (fase sierosa), a cui segue l'arrivo della componente cellulare (granulociti) tramite chemiotassi. Queste cellule, principalmente neutrofili, tramite propria degradazione liberano enzimi digestivi in grado di distruggere i tessuti e le sostanze irritanti (fase purulenta). La presenza di questo materiale purulento comporterà l'aggravamento dei sintomi dolorosi, e la necessità per il corpo di trovare una via di eliminazione per le sostanze irritanti (drenaggio tramite ascesso e fistolizzazione). In mancanza della possibilità di un drenaggio attraverso il dente, si avrà quindi la fase dell'ascesso alveolare acuto.
Nel caso dopo la fase acuta non si proceda all'eliminazione della fonte di irritazione tramite un adeguato trattamento endodontico, il permanere della situazione porterà al quadro della parodontite apicale cronica essudativa, con la formazione di una fistola più o meno stabile, che permettendo il drenaggio dell'infezione limiterà di molto la sintomatologia, anche nel caso frequente di chiusura con riformazione di ascessi che tenderanno poi a riapririsi, in un ciclo irregolare definito ascesso ricorrente.
Se la fase acuta è molto debole sin dall'inizio, oppure la fonte dell'irritazione non viene eliminata, si avrà col tempo l'evoluzione nel quadro tipico dell'infiammazione cronica di tipo iperplastico-granulomatoso. L'arrivo e l'attivazione dei macrofagi e di altre cellule del sistema immunitario comporterà la sostituzione dei normali tessuti del periapice con un tessuto granulomatoso capsulato, che andrà a sostituire la normale struttura di legamento ed osso alveolare, allo scopo di arginare lo stimolo irritativo proveniente dall'interno del dente. Con il perdurare di questo nel tempo, dai residui epiteliali presenti nel tessuto di granulazione (cellule del Malassez) si possono sviluppare cavità cistiche rivestite da epitelio pluristratificato ripieno di liquido sieroso, che comportano la trasformazione del granuloma a granuloma cistico, e quindi a cisti vera e propria (cisti radicolare), ed il suo progressivo ampliamento, di solito a lenta crescita.

### Complicanze
Come già visto, la formazione di un ascesso alveolare acuto più che una complicanza va vista come la normale evoluzione del processo infettivo, in cui il corpo si attiva per eliminare la fonte dell'infezione, contenendo ed espellendo i batteri responsabili secondo le linee di minor resistenza dei tessuti circostanti. Le sedi di esternalizzazione più tipiche in ordine di frequenza sono quelle del vestibolo della bocca, meno frequentemente sul palato o dal lato linguale della cavità orale, ancor più raramente nel seno mascellare o sulla cute esterna della faccia, prevalentemente in zona mentoniera. Qualora non venga trattato il dente responsabile, può permanere una fistola, spesso di piccole dimensioni ed asintomatica, che comporterà nel tempo una prognosi più incerta per il dente responsabile.
L'evenienza di una fistolarizzazione nel seno mascellare va considerata per i denti posteriori del settore superiore. La complicazione possibile è che il drenaggio costante attraverso questa struttura possa sostenere una sinusite cronica o ricorrente di difficile remissione, a meno di non individuare e curare il dente responsabile.
Nel caso meno frequente in cui l'esternalizzazione del processo infettivo avvenga lungo il legamento parodontale del dente responsabile, con la possibilità di una sintomatologia più lieve ed un quadro clinico che tende ad imitare la patologia parodontale, il permanere della situazione porterà col tempo ad una lesione endo-parodontale, in cui l'infezione assumerà la caratteristica di entrambe le forme, con prognosi più incerta per il dente.
Più temibili ma per fortuna rari sono i casi in cui per una situazione di abbassamento delle difese immunitarie l'infezione invece di venire contenuta nell'ascesso riesce a diffondersi velocemente nei tessuti circostanti (flemmone). Il quadro più frequente è quello dell'angina di Ludwig, in cui la diffusione avviene lungo la loggia sottomandibolare, scendendo lungo le fasce cervicali. Fortunatamente ancora più rari sono i casi di setticemia legati a patologie infettive orali.
Raramente le forme acute o croniche comportano l'erosione significativa delle strutture radicolari del dente responsabile della patologia o di quelli vicini. In alcuni rari casi la crescita massiva di una cisti radicolare può però portare a compressione delle strutture nervose locali, con conseguente scomparsa della sensibilità, ed arrivare alla deformazione dell'osso e delle strutture facciali, per la sua esternalizzazione.

## Anatomia patologica
Nel caso delle forme acute, si possono osservare i classici quadri legati all'infiammazione, con congestione vasale, aumento della componente linfocitaria nei vasi limitrofi migranti verso la fonte di irritazione, quindi graduale formazione di microascessi progressivamente confluenti in una raccolta comune, in espansione verso i tessuti circostanti.
Nelle forme croniche a componente granulativa prevale inizialmente la componente cellulata composta da linfociti e plasmacellule tipica delle forme granulomatose, delimitata da una capsula connettiva, che va a sostituire la normale struttura tissutale locale, portando alla sostituzione del legamento parodontale e dell'osso alveolare. Tra le cellule tipiche del sistema immunitario e le fibre connettivali che compongono la struttura del tessuto di granulazione si possono rinvenire piccole isole epiteliali, presenti anche nel normale legamento parodontale, detti "residui del Malassez", considerati residui del processo embriogenetico di formazione del dente. Questi residui epiteliali si possono sviluppare in cavità rivestite da epitelio pluristratificato ripiene di liquido sieroso misto a cristalli di colesterolo. Con l'aumentare di dimensioni, si avrà l'aspetto di cisti vera e propria (cisti radicolare).

## Clinica

### Segni e sintomi
La sintomatologia tipica della forma acuta è il dolore allo stimolo meccanico del dente, tipicamente alla masticazione ed ancora di più alla percussione, che a seconda del grado dell'infezione potrà essere più o meno forte. A differenza del dolore da infiammazione pulpare (a cui spesso segue temporalmente, per conseguenzialità delle due patologie), che tende ad irradiarsi rendendo difficile la localizzazione, quello da parodontite apicale è ben riferito al dente responsabile, per la maggiore capacità propriocettiva del legamento parodontale. L'infiammazione del legamento apicale porterà alla sensazione di dente più alto, il che comporterà l'inevitabilità del fastidio alla masticazione, per la presenza di precontatto in chiusura. Il dolore è legato alla pressione (tumor) data dall'infiammazione nel tessuto periapicale e tenderà a sparire in conseguenza della velocità ed efficacia con cui l'organismo riesca a creare un drenaggio esterno per lo stesso.
Le forme croniche sono quasi o del tutto esenti da sintomatologia, che potrà essere limitata ad una lieve sensibilità alla percussione o masticazione. Solo nel caso di riacutizzazione del processo, sempre possibile anche a distanza di anni (per questo viene talvolta anche usato il termine di "ascesso fenice"), o come conseguenza non rara delle prime fasi del trattamento endodontico, si avrà sintomatologia eclatante, simile alla forma acuta.
Raramente la forma cistica potrà manifestarsi per motivi legati alla sua crescita, solitamente piuttosto lenta. In questo caso si potranno avere progressivi spostamenti dei denti, scomparsa della sensibilità per compressione dei nervi, per arrivare alla deformazione delle basi ossee.

### Esami di laboratorio e strumentali
L'esame radiografico nella parodontite apicale acuta non è quasi mai in grado di individuare direttamente la patologia, ma risulta utile per rilevare una patologia cariosa o le tracce di un precedente trattamento enodontico incongruo, fonte originaria del problema. Perché il processo infiammatorio apicale porti a modifiche radiograficamente individuabili (scompaginamento della struttura ossea, comparsa del tipico spazio radiostrasparente) servono infatti tempi abbastanza lunghi, e la sola osservazione possibile nel primo periodo potrà essere un moderato allargamento dello spazio del legamento in zona apicale, osservazione peraltro incostante. Nel caso che in presenza di sintomi di parodontite apicale acuta si ritrovi l'aspetto radiografico della forma cronica, ci si ritroverà quasi sicuramente di fronte ad una riacutizzazione della stessa (ascesso fenice).
Nelle forme croniche l'esame radiografico risulta invece spesso l'unico reperto utile,  permettendo di individuare sia la patologia che il dente di partenza.
Per i casi dubbi, risultano fondamentali le prove di vitalità sui denti, per risposta agli stimoli termici od elettrici (pulp test), alla ricerca di un dente non più vitale od in sofferenza.

### Diagnosi differenziale
Nei casi acuti la diagnosi differenziale dovrà prendere in considerazione altre patologie dentali con sintomatolgia sovrapponibile. Nel caso in cui il drenaggio dell'infezione si sia fatto strada lungo il legamento parodontale, simulando una patologia parodontale in fase avanzata, la diagnosi differenziale avrà importanti conseguenze per il trattamento e per la prognosi del dente interessato.
I sovraccarichi da precontatto o parafunzione (bruxismo) possono a volte portare ad un quadro sintomatologico simile a quello delle parodontiti apicali. La presenza di faccette di usura potrebbe aiutare a risolvere il dubbio.
Particolarmente complicata è la diagnosi differenziale con la sindrome del dente incrinato nelle sue fasi iniziali, in cui spesso l'unico sintomo che viene riportato è quello del dolore allo stimolo meccanico su un dente spesso interessato da otturazioni di notevole profondità, in cui individuare visivamente un'incrinatura nelle sue prime fasi risulta praticamente impossibile. L'utilità della diagnosi differenziale, comunque molto difficile, dovrà permettere non tanto il mantenimento della vitalità del dente, quanto l'individuazione della necessità di una ricostruzione che impedisca l'ulteriore prosecuzione del cedimento strutturale del dente, che risulterebbe irrimediabilmente perso.
Nei casi cronici, in cui l'unico reperto sarà spesso esclusivamente quello radiografico di una radiotrasparenza periapicale, la diagnosi differenziale sarà prima di tutto verso strutture anatomiche normali, come il forame mentoniero, o concamerazioni anomale del seno mascellare, che per prossimità anatomica con le radici dei denti in alcuni casi potrebbero porre il dubbio della presenza della patologia. Una prova di vitalità dei denti sospetti aiuterà la diagnosi. Nei casi più difficili si potrà utilizzare la tecnica dello sproiettamento, ripetendo la radiografia con una diversa angolazione. Tecniche più moderne come TAC o Cone Beam possono essere utili nei casi dubbi.
Altre lesioni radiotrasparenti da escludere nella diagnosi sono le cisti odontogene di altra origine, come le follicolari e le primordiali. Più rare sono le cisti non odontogene come la cisti emorragica, seguente a trauma, ed i tumori odontogeni di tipo non addensante, come l'ameloblastoma nella forma cistica uniloculare, ed il tumore cheratocistico odontogeno, temibili per la proprietà di crescita aggressiva per i tessuti circostanti e per l'alto tasso di recidiva. Altri come il tumore odontogeno adenomatoide od il fibroma ameloblastico sono solitamente caratterizzati da bassa aggressività, e sono meno frequenti.

## Trattamento
Il trattamento risolutivo per tutte le forme di parodontite apicale, sia le acute che le croniche, è quello mirato all'eradicazione della fonte di infiammazione presente nei canali del dente responsabile, quindi la terapia canalare. Nel caso in cui la fase acuta (o riacutizzata) sia ancora localizzata all'apice del singolo dente, l'apertura iniziale dello spazio endodontico per fornire drenaggio attraverso i canali sarà spesso in grado di ridurre drasticamente la sintomatologia. Un trattamento farmacologico di tipo sintomatico volto a diminuire il quadro dell'infiammazione e soprattutto del dolore correlato può rivelarsi utile (FANS). Nel caso in cui esista il sospetto o siano già comparsi sintomi di diffusione dell'infezione nei tessuti circostanti, in assenza di segni di esternalizzazione dell'infezione, una terapia antibiotica diventa consigliata. Nel momento in cui si sia arrivati ad un drenaggio spontaneo dell'infezione, anche nel quadro dell'ascesso alveolare acuto, la terapia antibiotica non viene invece più considerata necessaria.
Per le lesioni croniche, il trattamento canalare potrebbe nelle prime fasi indurre un peggioramento del quadro sintomatico, con comparsa di sintomi dolorosi dove precedentemente non esisteva alcun sintomo. Questo non è da considerare anomalo, in quanto durante il trattamento è praticamente inevitabile la fuoriuscita di piccole quantità di materiale irritante, per la maggior parte presente precedentemente alla procedura endodontica.
Nel caso il trattamento canalare tradizionale (ortogrado) sia impedito dalla presenza di strumenti rotti o perni di difficile estrazione nei canali (quindi in un dente già precedentemente trattato senza successo), sarà necessario adottare l'approccio chirurgico retrogrado (apicectomia).
Qualora il dente responsabile risulti troppo compromesso per sua patologia di partenza (carie eccessivamente destruente) o altri motivi (presenza di ulteriori patologie associate, come una parodontite di grado elevato), o perché non strategico per la normale funzionalità (dente del giudizio), la terapia di scelta sarà l'estrazione.
Nel caso di cisti di grosse dimensioni la probabilità di remissione spontanea dopo terapia endodontica sarà minore, e potrà rendersi necessaria l'enucleazione chirurgica della stessa.

### Prognosi e follow up
La prognosi dei denti trattati endodonticamente è molto buona, con percentuali di successo che si riducono nel caso il dente sia già stato trattato endodonticamente in passato, e si sia quindi dovuto procedere ad un ritrattamento. Il protocollo consigliato comunque prevede un follow-up radiografico periodico a 6 mesi, un anno ed ogni due anni circa dall'esecuzione del trattamento canalare. Questo è particolarmente necessario nel caso di lesioni croniche di una certa dimensione, in cui può rimanere il sospetto di avere a che fare con una cisti in grado di autosostenere la propria crescita anche in mancanza dello stimolo irritativo, ed ancora di più per escludere lesioni di origine differente (cisti o tumori).
Una review sistematica del 2015, ha mostrato una forte correlazione positiva fra il diabete di tipo mellito e la frequenza di episodi di radiodensità dentale nei tessuti molli oggetto di canalizzazione endodontica, con eventuale lesione osteolitica della parte trattata.